# Magyar Repülő Szövetség
A Magyar Repülő Szövetség a magyar sportrepülés legfelsőbb szerve, amely több mint egy évszázada szolgálja a magyar repülés ügyét.

## Megalakulása
1910 februárjában alakult Magyar Aero Club néven a repülés fejlesztésére és irányítására, a sportrepülés eszméjének propagálására. Feladata a repülősport eseményeinek (versenyek) nyilvántartása és megrendezése (kiállítások, bemutatók), ill. ellenőrzése. Rekordok hitelesítése, repülő-előképzés szervezése és irányítása. 1938-tól a vitorlázó repülőgépek műszaki- és üzemi ellenőrzése. Folyamatosan tanulmányozták a repülésben élenjáró államok repülőgép gyártását. Ide tartoztak a motoros, motor nélküli valamint a modellező egyesületek. Kezdettől fogva gondosan ápolta az ifjúság modellező törekvéseit és a modellversenyeket. 
A MAeSz nyilvántartásában Kutassy Ágoston szerepel az 1. sz. pilótaigazolvány tulajdonosaként.
Tagja a "Federation Aeronautique Internationale" nemzetközi szervezetnek.

## Első vezetői
- Elnök: Ferenc József főherceg
- Ügyvezető alelnök: Farkas Kálmán
- Hivatalos helyisége: Budapest IX. kerülete, Lónyai utca 36.
- 1938-ban Horthy Istvánt választották a szövetség elnökévé.

## Kiadványok
- Magyar Aero Szövetség évkönyve – 1916
- Aerotechnikai szótár. Magyar-német, német-magyar; Magyar Aero-Szövetség, Bp., 1920 (Aerotechnikai könyvtár)
- A Légügyi Hivatal, a felszámolás alatt levő Magyar Aëroforgalmi R.-t. és a Magyar Aëro-szövetség könyvtárainak könyvjegyzéke; összeáll. Ehmann Tivadar; Franklin, Bp., 1922
- Magyar Aero Szövetség. Alapszabályok; Franklin, Bp., 1930
- A sportszabályzat függelékei 1939; Magyar Aero-Szövetség, Bp., 1940
- Sárközy József: Utasítás a Horthy Miklós Nemzeti Repülő Alap, Magyar Aero Szövetség, kiképző keretek és egyesületek gazdászat-közigazgatási szolgálatára, ellenőrzésére, kötelmekre és felelősségekre. "Jóvá nem hagyott ideiglenes tervezet"; Kalász Ny., Bp., 1944